# Limnoriidae
Los limnóridos (Limnoriidae) son una familia de crustáceos isópodos marinos. Sus 59 especies son casi cosmopolitas.

## Géneros
Se reconocen los 4 siguientes:
- Limnoria Leach, 1814
- Lynseia Poore, 1987
- Paralimnoria Menzies, 1957
- Phycolimnoria Menzies, 1957